# 诺日布牌
诺日布牌，又名十二属相牌，在额济纳旗稱為曾大，是流傳於蒙古族的牌類遊戲，是以比大小來出牌的遊戲。
2007年，該牌被列入第一批自治区级非物质文化遗产名录。

## 牌具
牌多以木板製，以布尔罕（佛）、豪尔劳（法轮）、僧格（狮子）或者乌力吉乌塔素等三大力士和鼠、牛、虎、兔、龙、蛇、马、羊、猴、鸡、狗、猪十二生肖牌组成，每样四张牌，共六十张牌。

## 玩法
牌大小顺序是布尔罕、豪尔劳、僧格或者乌力吉乌塔素、龙、蛇、 马、羊、猴、鸡、狗、猪、鼠、牛、虎、兔。
按人数把棋牌分成若干小叠，开头人选择任意一叠，接下来按顺序把牌拿完。开头人若手中有“鼠”则打出，其他人跟上任何牌。开头人把这些牌按人数叠在自己前面，稱為“盖房子”。接著，方才出牌大的玩家先出牌，再來為第二第的出牌，最小者最後出。最后，没盖上“房子”者为负，大家笑輸家为“露宿野外”。